# 蒙托 (上索恩省)
蒙托（法語：Montot，法語發音：[mɔ̃to]）是法国上索恩省的一个市镇，属于沃苏勒区。

## 地理
蒙托（47°33'50"N, 5°37'15"E）面积10.03 平方千米，位于法国勃艮第-弗朗什-孔泰大區上索恩省，该省份为法国东部内陆省份，北起顺时针与孚日省、贝尔福地区省、杜省、汝拉省、科多尔省和上马恩省接壤。
与蒙托接壤的市镇（或旧市镇、城区）包括：德兰、阿谢、德内夫尔、弗拉蒙。

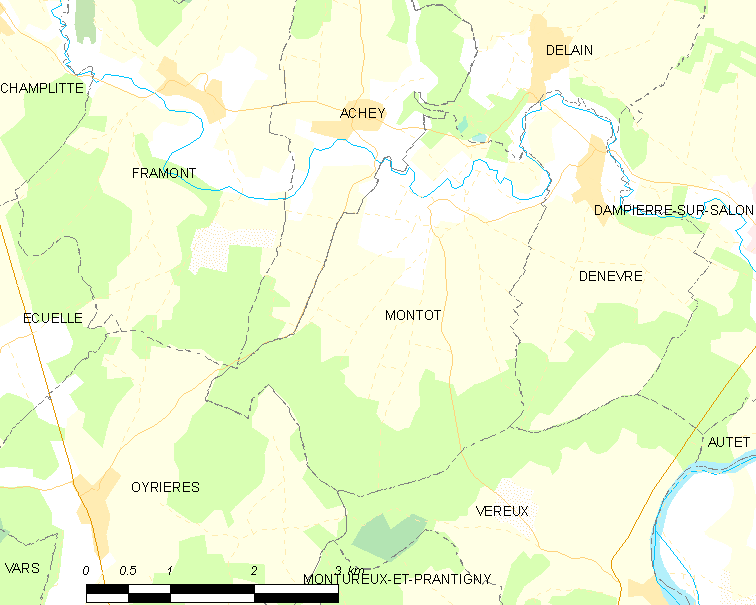
的OSM定位图

蒙托的时区为UTC+01:00、UTC+02:00（夏令时）。

## 行政
蒙托的邮政编码为70180，INSEE市镇编码为70368。

## 政治
蒙托所属的省级选区为萨隆河畔当皮埃尔县。

## 人口

1962-2008年间人口变化图示

蒙托于2022年1月1日时的人口数量为136人。